# Chèvremont
Chèvremont – miejscowość i gmina we Francji, w regionie Burgundia-Franche-Comté, w departamencie Territoire de Belfort. Jej burmistrzem jest od 2008 r. Pierre Lab.
Według danych na rok 1990 gminę zamieszkiwało 1040 osób, a gęstość zaludnienia wynosiła 118 osób/km² (wśród 1786 gmin Franche-Comté Chèvremont plasowała się wtedy na 161. miejscu pod względem liczby ludności, natomiast pod względem powierzchni na miejscu 509).